# Tiara (copricapo)
La tiara era un copricapo diffuso presso armeni, persiani e altri popoli dell'Asia centrale. Era costituita di pelle o di tessuto, di norma aveva forma di un cono con la punta ripiegata in avanti. Veniva impiegata come simbolo di distinzione. Nel mondo greco era nota anche con il nome di mitra.

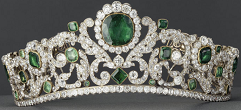
La tiara di smeraldi e diamanti della Duchessa d'Angoulême, realizzata nel 1820 e oggi al Louvre

## Storia

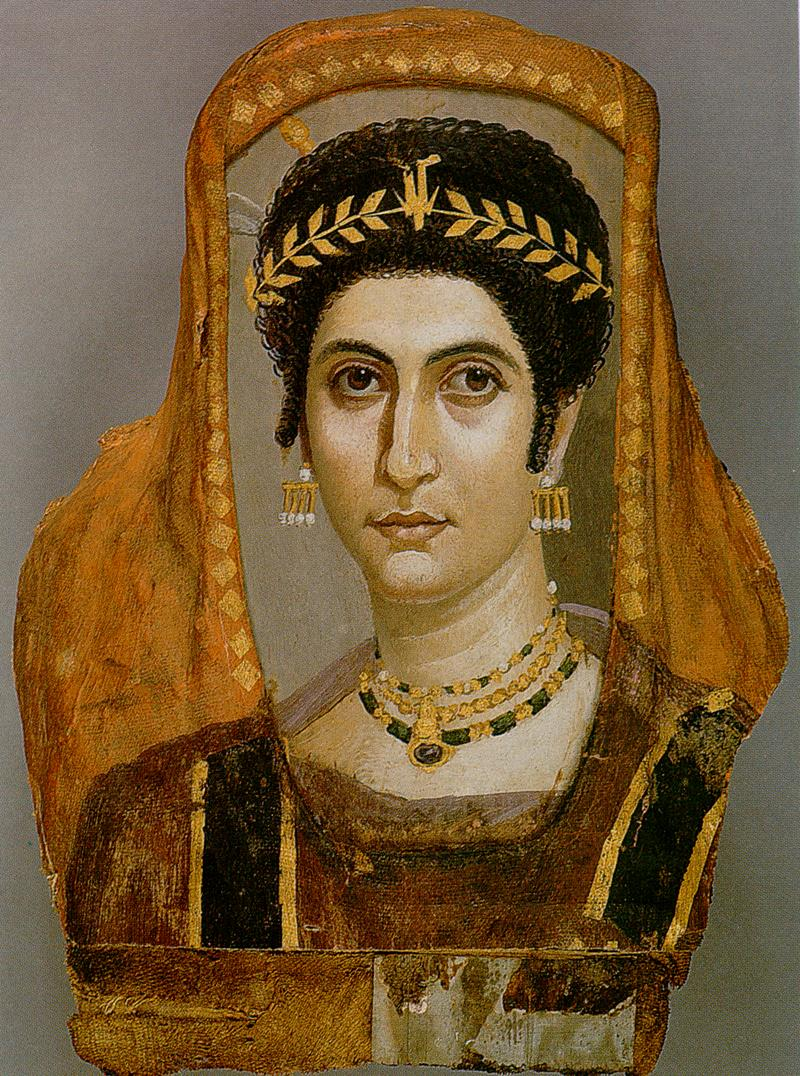
Questo ritratto mostra una donna che indossa una tiara d'oro, 100-110 d.C.

Oggi, la parola "tiara" è spesso usata come sinonimo della parola "diadema". Entrambe le parole provengono da ornamenti del capo indossati da uomini e donne antichi per denotare uno status elevato. Come Geoffrey Munn nota, "La parola 'tiara' è in realtà di origine persiana - il nome in primo luogo indicava i copricapi dei re persiani, che erano circondati da 'diademi' (fasce di decorazione viola e bianca). Ora, è usato per descrivere quasi ogni forma di ornamento decorativo della testa." Gli antichi greci e romani utilizzavano l'oro per realizzare accessori a forma di ghirlanda. L'impiego di diademi diminuì insieme al declino dell'Impero Romano e all'ascesa del Cristianesimo. 

## Presente alla fine del XVIII secolo

Tiara con perle e diamanti di Stéphanie de Beauharnais, Granduchessa di Baden, realizzata intorno al 1830 e attualmente conservata nel museo Palazzo di Mannheim

Verso la fine del XVIII secolo, il Neoclassicismo diede nuova vita ai diademi, ma questa volta era un ornamento esclusivamente femminile. I gioiellieri che si ispirano all'Antica Grecia e Roma hanno creato nuove corone fatte con gemme preziose. Napoleone e sua moglie Giuseppina di Beauharnais hanno il merito di aver reso famosi i diademi insieme al nuovo stile Impero. Napoleone voleva che la corte francese fosse la più grande d'Europa e aveva dato alla moglie molte favolosi parure che includevano i diademi.

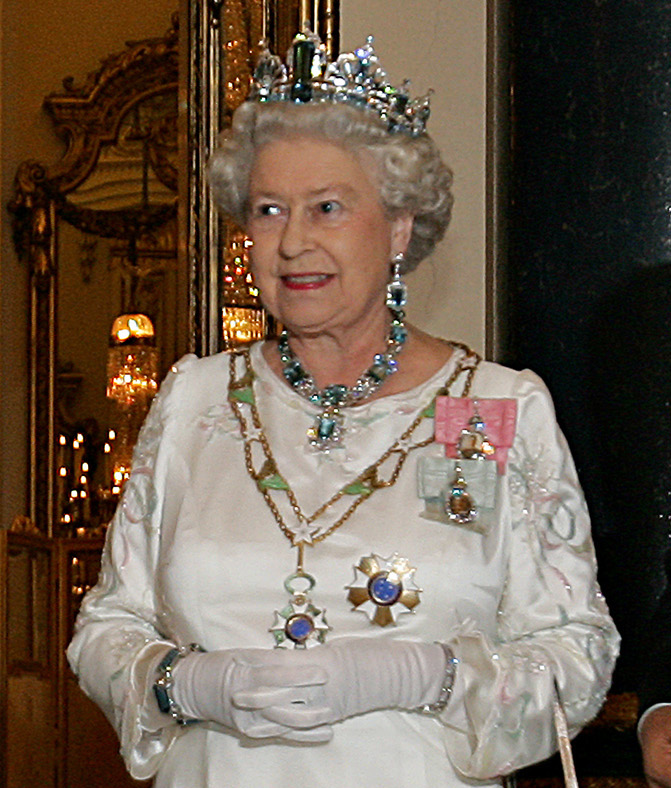
La regina Elisabetta II del Regno Unito mentre indossa una tiara (o diadema)

La regina Elisabetta II del Regno Unito si dice che abbia nel mondo la più grande e preziosa collezione di gioielli, molti dei quali sono cimeli della famiglia reale britannica. È spesso vista indossarle in occasioni statali. La regina ha ereditato molti di loro, specialmente da Sua Maestà la regina consorte Alessandra. Regina Maria acquistò la tiara della Granduchessa Vladimir negli anni '20. Consiste in numerosi cerchi ad incastro di diamante o smeraldo. Le perle possono essere attaccate all'interno dei cerchi. La regina Maria aveva un diadema fatto per Delhi Durbar tenuto nel 1911 in India. È ora in prestito per essere indossato dalla Duchessa di Cornovaglia, moglie di Carlo, Principe di Galles. La regina Elisabetta II commissionò una tiara di diamanti e una di rubino. Un dono di acquamarina che ha ricevuto in dono dalle persone di Brasile è stato aggiunto ai diamanti per creare una nuova tiara. 
Altre regine, imperatrici e principesse indossano regolarmente diademi nelle occasioni formali della sera. La famiglia reale svedese ha una magnifica collezione così come la Danimarca, Paesi Bassi, e Spagna. Molti Gioielli della danese originariamente entrarono nella collezione quando la Principessa Luisa di Svezia sposò il futuro Re Federico VIII di Danimarca. I Romanov ebbero una superba  collezione fino alla rivoluzione del 1917. Anche la famiglia reale iraniana aveva una grande collezione di diademi. Dalla rivoluzione iraniana, sono alloggiati al  National Jewelry Museum di Teheran.
Sebbene abitualmente associati a donne di famiglie nobili e regnanti, le tiare sono state indossate anche dai cittadini comuni, in particolare da ricchi americani come Barbara Hutton. I diademi sono generalmente una fascia semicircolare o circolare, solitamente in metallo prezioso, decorata con gioielli e indossata come una forma di ornamento. I diademi sono indossati dalle donne intorno alla testa o sulla fronte come cerchietto in occasioni molto formali. I diademi sono spesso usati per "incoronare" i vincitori di concorsi di bellezza.
Negli anni '20, il diadema e fasce per diademi simili divennero popolari negli Stati Uniti. Tali copricapi (indossati non solo su abiti da ballo formali) assunsero una più vasta importanza grazie alle flappers e le loro feste.

## Nel cinema
I diademi sono spesso indossati dalle attrici nei film, nei giochi e in televisione. Nel 2013, Cartier ha creato una replica della tiara di rubini e diamanti creata nel 1956 per la Principessa Grace di Monaco per il film Grace di Monaco con Nicole Kidman.